# Дворянство служиле Чорноморського козацького війська
Дворянство служиле Чорноморського козацького війська — особлива станова група (див. Дворянство) Чорноморського козацького війська. Ще до переселення чорноморських козаків на Кубань деякі з них уже мали дворянське звання: вони отримали його за організацію Чорноморського козацького війська та активну участь у бойових діях російсько-турецької війни 1787–1791. За указом імператора Олександра I від 13 листопада 1802, козацька старшина Чорноморського козацького війська урівнювалася в чинах зі штаб- і обер-офіцерами регулярних військ і зараховувалась у Д.с.Ч.к.в. Протягом 1-ї половини 19 ст. у Чорноморському козацькому війську спостерігалося збільшення числа служилого дворянства від 535 осіб у 1802 до 2889 у 1859. Складаючи трохи більше 1 % населення краю, Д.с.Ч.к.в. займало ключові позиції в політичному та економічному житті війська.